# IAR 81
Lo IAR 81 era un cacciabombardiere/bombardiere in picchiata monomotore ad ala bassa  prodotto dall'azienda rumena Industria Aeronautică Română (IAR) negli anni quaranta
Sviluppo del precedente caccia IAR 80, venne utilizzato dalla Forțele Aeriene Regale ale României, la forza aerea del Regno di Romania, durante le fasi finali della seconda guerra mondiale.

## Storia del progetto
Lo IAR 81 vide la luce come variante da attacco dello IAR 80 e non risulta che il costruttore abbia messo in atto particolari processi di sperimentazione prima di avviarne la costruzione in serie. Questa ebbe inizio dopo il completamento del novantesimo esemplare (nello specifico uno IAR 80A) e non presentava sostanziali differenze strutturali. La sola modifica di rilievo riguardava l'installazione di un attacco ventrale per una bomba, disposto nella parte inferiore della fusoliera.
La realizzazione del primo lotto di quindici esemplari non trova una precisa collocazione temporale, tuttavia un riferimento utile viene fornito dall'indicazione dell'impiego in operazioni belliche: lo IAR 81 non risultava equipaggiare reparti operativi all'inizio dell'Operazione Barbarossa (il 22 giugno 1941), ma la stessa fonte conteggia il medesimo modello tra le perdite subite entro la fine dell'anno.

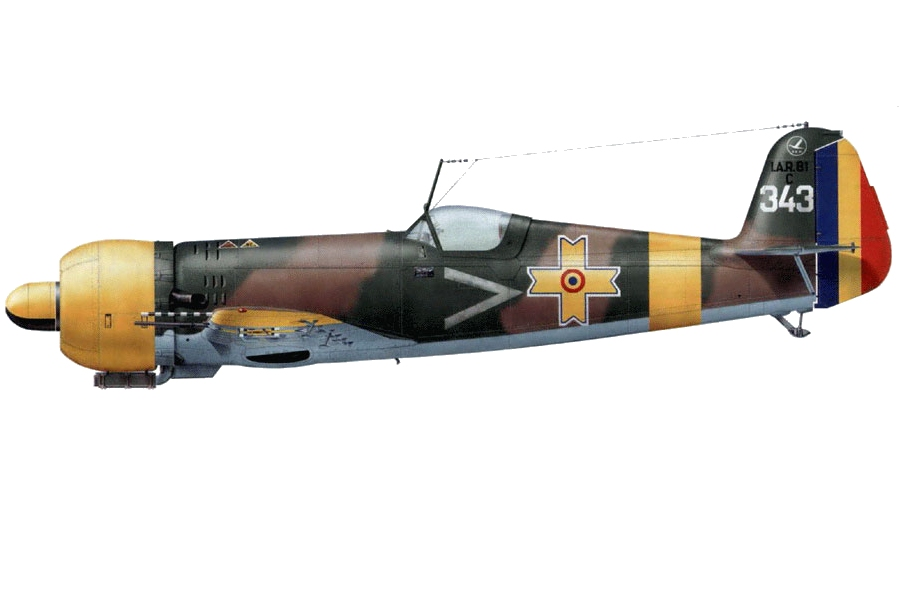
La riproduzione grafica dello IAR 81C n°343 con le insegne della Forțele Aeriene Regale ale României.

Un secondo lotto produttivo di IAR 81, dieci esemplari, uscì dalle catene di montaggio dopo il completamento del 230° IAR 80 ed anche in questo caso manteneva le caratteristiche costruttive corrispondenti a quelle della versione "A" del caccia.
Il primo passo evolutivo secondo alcuni vide la luce con l'esemplare numero 212, che introduceva due mitragliatrici alari di calibro maggiorato rispetto alla versione originaria. Secondo altri, invece, la versione IAR 81A vide la luce solo a partire dal 291º esemplare prodotto.
La versione IAR 81B risulta essere una sorta di ritorno al passato, quanto meno per il ruolo cui i velivoli di questa serie erano destinati: si trattava infatti di una variante da caccia "a lungo raggio", dotata di serbatoi di carburante supplementari subalari (sganciabili); occorre tuttavia evidenziare che parte delle fonti indica questi velivoli come IAR 80C.
L'ultimo sviluppo del progetto IAR 80/81 è costituito da una nuova variante "cacciabombardiere" e, definita IAR 81C, comprende gli esemplari con numero progressivo di produzione superiore a 300; ne sarebbero stati costruiti 161 ed ancora una volta sarebbero caratterizzati da differenze nell'armamento ma identici ai velivoli precedenti dal punto di vista strutturale.
Nel dopoguerra vide la luce un'ultima versione dello IAR 80/81: utilizzando esemplari sopravvissuti alle ostilità, la "Atelierele de reparatii material volant" (A.R.M.V.) realizzò una versione biposto del velivolo; denominata IAR 80DC era caratterizzata dalla presenza di un secondo abitacolo nella parte anteriore della fusoliera ed era dotata di doppi comandi, per l'impiego in funzione di aereo da addestramento.

## Tecnica

### Cellula
Così come lo IAR 80, anche lo IAR 81 era un monoplano dalla struttura interamente metallica con rivestimento in duralluminio; dotato di fusoliera dalla sezione circolare, si caratterizzava per la disposizione delle ali nella parte anteriore della carlinga, tra il motore e l'abitacolo. Quest'ultimo era completamente chiuso al di sotto di un cupolino a goccia, interamente trasparente con apertura a scorrimento verso il posteriore.
L'ala era disposta in posizione bassa con bordo d'entrata perpendicolare alla fusoliera ed estremità arrotondate; lungo il bordo d'uscita era dotata di superfici di controllo. Nello spessore alare trovavano alloggio l'armamento ed il carrello d'atterraggio, dall'ampia carreggiata e dal movimento di ritrazione diretto verso l'interno del velivolo. Gli impennaggi erano di tipo classico, con l'equilibratore posizionato alla base della deriva. Tutte le superfici di controllo erano realizzate in metallo e rivestite in tela.

### Motore
Monomotore, lo IAR 81 era equipaggiato con lo stesso tipo di motore già adottato per il suo progenitore: si trattava dello IAR 14 K, un radiale a 14 cilindri (disposti su doppia stella) raffreddati ad aria, nella versione K 14-1000A (da 1 000 CV).
Una recente pubblicazione riporta di un tentativo, effettuato sull'esemplare di IAR 81C numero 326, di adattare la cellula dello IAR 81 al V-12 tedesco Daimler-Benz DB 605: l'aereo fu portato in volo per la prima volta nel giugno del 1943, dimostrando buon comportamento e prestazioni considerevoli; in ogni caso l'esperimento non portò a sviluppi produttivi poiché il costruttore del motore dichiarò impossibile avviare la fornitura delle unità necessarie a sostenere la produzione in serie dell'aereo.

### Armamento
La prima serie dello IAR 81 era equipaggiata con sei mitragliatrici Browning FN calibro 7,92 mm: si trattava di una versione realizzata dall'azienda belga Fabrique Nationale de Herstal della mitragliatrice Browning M1919, la cui produzione proseguì sotto l'occupazione da parte del Terzo Reich.
Sul carico di caduta le fonti non appaiono concordi: secondo alcuni questo prevedeva una singola bomba da 225 o da 250 kg in un attacco ventrale al di sotto della fusoliera; secondo solo alcune delle fonti reperite questa sarebbe stata integrata da altre due o quattro bombe da 50 kg in rastrelliere subalari.
La variante IAR 81A ebbe, come la 80B, quattro mitragliatrici calibro 7,92 mm e due di calibro 13,2 mm mantenendo inalterato il carico offensivo di caduta, che (al contrario) venne abbandonato nella versione IAR 81B (che funse da caccia a lungo raggio), a sua volta armata con quattro mitragliatrici calibro 7,92 mm e due cannoni Oerlikon calibro 20 mm, realizzati su licenza in loco.
La variante IAR 81C ebbe nuovamente le rastrelliere per le bombe, le quattro mitragliatrici calibro 7,92 mm e due cannoni, che in questo caso furono gli MG 151/20 prodotti dalla tedesca Mauser.

## Impiego operativo
Lo IAR 81 fece la propria comparsa nelle file dell'aviazione rumena nell'inverno tra il 1941 ed il 1942: con il nuovo modello vennero rimpiazzati i PZL P.24 del Grupul 6 vînatoare (6º Gruppo caccia), che divenne pertanto Grupul 6 bombardament in picaj, citato anche con la contrazione Grupul 6 bopi, (6º Gruppo bombardamento in picchiata). Due squadriglie, la 61 e la 62,  equipaggiate con il cacciabombardiere facevano parte della forza schierata nelle zone di combattimento che diedero inizio alla battaglia di Stalingrado alla fine di agosto del 1942.
Le fonti reperite non scendono nel dettaglio ad elencare le operazioni in modo distinto, ma riportano genericamente l'impiego dei velivoli IAR 80/81 nel teatro operativo orientale; allo IAR 81, nominalmente versione da attacco al suolo, viene attribuita anche la partecipazione ad azioni di contrasto dei velivoli nemici in genere appannaggio dei reparti da caccia, come la difesa delle installazioni petrolifere di Ploiești in occasione dell'Operazione Tidal Wave del 1º agosto del 1943.
Con l'avanzare del conflitto la specificità del ruolo d'attacco dello IAR 81 venne meno, tanto che all'aprile del 1944 risultano equipaggiate con esemplari di questo modello due squadriglie (la 63 e la 64) del Grupul 1 vânătoare (1º Gruppo caccia), allora al comando del tenente colonnello Ioan Sandu.
Nel successivo mese di agosto il Regno di Romania firmò l'armistizio con l'Unione Sovietica cui fece seguito la dichiarazione di guerra alla Germania; venne pertanto formato il Corpul 1 Aerian Român (1º corpo aereo rumeno) i cui 2º e 6º Gruppo caccia (rispettivamente squadriglie 65 e 66 e squadriglie 59,61 e 62) erano equipaggiate con gli ormai obsoleti IAR 80/81.
L'impiego dei velivoli superstiti si protrasse, sotto le insegne della neocostituita Forţele Aeriene ale Republicii Populare Română, fino al 1949 quando ai reparti furono assegnati gli Yakovlev Yak-9 di produzione sovietica. Gli ultimi esemplari rimasti vennero tuttavia utilizzati per dare vita ad una nuova variante biposto, denominata IAR 80DC: il secondo abitacolo venne ricavato nella fusoliera, al posto di uno dei serbatoi di carburante, e gli aerei vennero utilizzati per l'addestramento dei piloti fino al 1952.

## Versioni
IAR 81
principale versione bombardiere in picchiata sviluppata dallo IAR 80A caratterizzata dalla cellula rinforzata ed armamento di caduta su tre attacchi, uno sotto la fusoliera per una bomba da 250 kg più due subalari da 50 kg ciascuno, prodotta in 50 esemplari.
IAR 81A
versione bombardiere in picchiata sviluppata dallo IAR 80B, attacco ventrale per bomba da 250 kg e due subalari per i serbatoi supplementari di combustibile, con sei mitragliatrici calibro 7,92 mm, prodotta in 29 esemplari.
IAR 81B
versione da caccia a lungo raggio, equipaggiato con serbatoi supplementari, privato del carico bellico da caduta e dotato di due cannoni da Ikaria Oerlikon calibro 20 mm o quattro mitragliatrici calibro 7,92 mm; prodotta in 50 esemplari.
IAR 81C
versione da bombardamento in picchiata simile alla IAR 81B, con gli Ikaria Oerlikon sostituiti da Mauser MG 151/20 sempre calibro 20 mm, prodotta in 38 esemplari.

## Utilizzatori
Romania
- Forțele Aeriene Regale ale României

 Romania
- Forțele Aeriene ale Republicii Populare Română

### Pubblicazioni
- (EN) Dénes Bernád, Rumanian Aces of World War 2, in Aircraft of the Aces, n. 54, Londra, Osprey Publishing, giugno 2003, ISBN 978-1-84176-535-8.
- (EN) Roberto Gentilli, Il Museo dell'Aviazione di Bucarest (PDF), in JP4, Firenze, Edisdervice Casa Editrice, novembre 2010,  pp. 80-83. URL consultato il 17 settembre 2014 (archiviato dall'url originale il 6 ottobre 2014).
- William Green, Aerei stranieri nella seconda guerra mondiale - caccia, in Dimensione Cielo, 23/II, Roma, Edizioni Bizzarri, dicembre 1974,  pp. 65-71.
- (EN) William Green e Gordon Swanborough, The Polygenetic Rumanian, in Air International, vol. 11, Stamford, UK, Key Publishing Ltd., luglio 1976.
- (EN) Timothy J. Kutta, IAR 80: Romania's Indigenous Fighter Plane, Leesburg, VA, USA, Weider History, maggio 1996. URL consultato il 7 settembre 2014.
- Nico Sgarlato, Uno IAR-80 con il DB 605, in Aerei nella Storia, n. 76, Parma, West-Ward Edizioni, gennaio/febbraio 2011, ISSN 1591-1071 (WC · ACNP).